# Spilosoma dorsalis
Spilosoma dorsalis är en fjärilsart som beskrevs av Moore 1888. Spilosoma dorsalis ingår i släktet Spilosoma och familjen björnspinnare. Inga underarter finns listade i Catalogue of Life.